# 安養寺 (松本市)
安養寺（あんようじ）は、長野県松本市波田三溝にある浄土真宗本願寺派の寺院である。

## 歴史
往古は梓寺と呼ばれて同市安曇の大野川地区にあり、真言の精舎であったとも言われる。しかし、親鸞聖人が信濃の国をめぐった折にこの寺に止宿され、また弟子の西念坊道祐を遣わして教化に当たられてから、松本盆地における有力な浄土真宗の道場として発足したという。
1753年（宝暦3年）から1761年にかけて、河岸段丘の下の段から現在地に移転され、当時の境内面積は1町6反6畝7坪であった。江戸時代初期には5か寺の寺中（地中）を持っていたが、この移転を契機に、それまで散在していた寺中の5か寺も境内に集められた。
1969年（昭和44年）8月、12間四方の堂々たる本堂を火災のために焼失し、現在の本堂はその後に再建したものである。かつて旧道に面していた山門は移転され、現国道に面している。

## しだれ桜
樹齢500年、350年とされるしだれ桜が2本ある。他にもしだれ桜があり、季節には多くの観客を集めている。また、三本杉と呼ばれる杉の木1本、高野槇1本がある。この3種類の木は、2011年3月22日に松本市特別天然記念物に指定された。

## 廃仏毀釈
廃仏毀釈に際しては、松本藩では80数か寺が焼打ちにあったり、取り壊されたりしたが、安養寺住職了照は松本へ日参し、正行寺・極楽寺・宝栄寺などと協力して猛運動を展開して寺の存続をはかった。これが功を奏して、松本のすべての真宗寺院が廃寺の難を逃れた。
- 鐘楼
- 冬枯れの庭園
- 冬枯れの庭園にそびえるしだれ桜

## アクセス
- アルピコ交通（通称・松本電鉄）上高地線三溝駅から徒歩4分
- 国道158号が南側を通り、国道から入ることのできる駐車場がある。北側はかつては国道であった旧道に面し、庫裏などの施設はこの旧道に沿って建てられている。